# روبرت وين
روبرت وين (بالإنجليزية: Robert Wynn)‏ هو عسكري أمريكي، ولد في 10 يوليو 1921 في ساوث هيل في الولايات المتحدة، وتوفي في 18 مارس 2000.